# 速水健二
速水 健二（はやみ けんじ、1961年8月17日 - ）は、日本のAV男優、AV監督。

## 概要
大阪府生まれ、京都府育ち。俳優。緊縛師。AV監督。アダルトビデオの初期からAV男優として活躍している。SMビデオへの出演も多く、自身も緊縛師として緊縛教材のビデオを出すほどの技術を持っている。『ビルマの竪琴』などの一般映画やTVへの出演経験もあり、演技は男優としてVシネマなどへの登場も多い。2000年(平成12年)以降、監督としても活躍している。

## 名前の由来
TVドラマ「太陽に吠えろ」の萩原健一扮するマカロニ刑事「速水」から。健二は、「沢田研二」から、当初は、速水研二と言っていた。しかし先輩AV男優がこの研二を使っていたので「健二」にした。

## 略歴
1961年(昭和36年)8月17日、京都のパン屋の家に生まれる。
1970年代後半、高校時代は野球少年。
1970年代、高校卒業後上京。新聞配達をやりながら某劇団で演劇を学ぶも、2年で退団。ホストクラブで働く。アクション系プロダクションに入社。
1982年(昭和57年)、みみずくビデオ作品『ダンシング・ドール』で俳優デビュー。共演は美保純。
1982年(昭和57年)から1年半、ピンク映画に出演。その後俳優養成所に入り、「ビルマの竪琴」「太陽にほえろ」などに出演。
1985年頃、村西とおると初めて仕事。AV男優に本腰。
1986年(昭和61年)、スタジオ418に出演し始める。
2000年(平成12年)、アートビデオ作品『女子校生幻夢想』を監督。
2006年(平成18年)、溜池ゴローレーベルでSMジャンル作品の監督を担当。
2008年(平成20年)12月10日、浜劇にて「SM3 AV男優調教 速水健二&日高ゆりあ」出演。
2010年(平成22年)、春、秋のDX歌舞伎SM大会に出演。

## エピソード
- AV出演5000本。AV監督120本[2]。
- 知人の漫画家笑太郎(古山耕司)の会社、ショー・カンパニーからハウツービデオを出している。
- 「タイプをもたないようにしたんです。この人は僕の好み、この人はちょっとイヤだと思うと、下半身に反応が出ちゃうんです」などと極限的なプラス思考や滅私の境地への到達など、本能とはかけ離れた工夫と努力が隠されているらしい[3]。

## 代表作

### 緊縛教材
- 速水健二『縛・基本』(ショウ・カンパニー, 2003)
- 速水健二『縛・応用』(ショウ・カンパニー, 2004)

### 映画
- 『ビルマの竪琴』(東宝, 1985)(製作:鹿内春雄、奥本篤志、高橋松男、監督：市川崑、出演：中井貴一)
- 『主婦売春宅急便』(三浦プロダクション, 1985.1)(配給：ミリオンフィルム、監督：三浦伸二、出演：野上正義 堺勝朗 織本かおる 島谷和幸 森みき 蛍雪次郎 田口あゆみ 池田哲人 速水健二 渡辺淳 中山さよこ 倉屋烈）
- 『潮吹きギャル 順子』(新東宝, 1985.2)(監督：西原儀一、出演：林香依兌 大原薫 高橋樹里 有田英子 速水健二 山本竜二)
- 『白日夢2』(1987)(製作:第三プロ、監督：武智鉄二、縛技：志摩紫光、出演：愛染恭子 霧浪千寿 速水健二 菅貫太郎）
- 『メイク・ラブ 女体クルージング』(にっかつ, 1988.2.10)(製作：ホビーライフ、企画：作田貴志、監督：土屋隆彦、出演：伊藤亜梨沙 秋山香織里 山崎みゆき 速水健二)
- 『連続暴行魔 OL狩り』(エクセス, 1992.11.20)(監督：麻生貴之、出演： 速水健二 マリア)
- 『AVナース物語』(ココナッツボーイ・プロジェクト, 1993.3.26)(監督：藤本邦郎、出演：黛ミキ 立野しのぶ 一の樹愛 飯島愛 朝吹ケイト 速水健二 山本竜二 ジミー土田)
- 『美里真理 教え子の眼の前で』(芳友社, 1994.10.14)(監督：片岡修二、脚本：団鬼六、出演：美里真理 浅倉舞 松本コンチータ 村上憂里 速水健二)
- 『セックスの向こう側〜AV男優という生き方』(MAXAM Inc., 2013)(監督：えのき雄次郎、髙原秀和、出演：日比野達郎／速水健二／山本竜二／平口広美／加藤鷹／栗原良／平本一穂／島袋浩／田淵正浩／トニー大木／ミートボール吉野／森山龍二／吉村卓／黒田将稔／しみけん／鳴沢賢一／阿川陽志／森林原人／沢井亮／平井シンジ[4][5][6])

### TV
- 「太陽にほえろ」
- 「西部警察」

## 初期ビデオ
- 『美少女SM 聖女色炎』(CABIN, 1985)で(緊縛：渡縛人、出演；速水健二)